# Jamshed Usmonov
Jamshed Usmonov (tadjik : Ҷамшед Усмонов, persan : جمشید عثمانف, aussi écrit Djamshed Usmonov), né en 1965 à Asht, est un réalisateur, producteur et scénariste franco-tadjik, et l'une des figures les plus notables du cinéma persan contemporain.

## Biographie
Il a étudié à l'école des Beaux-Arts de Douchanbé et à l'école de cinéma à Moscou. 
Son premier film Flight of the Bee a reçu l'Alexandre d'argent au Festival international du film de Thessalonique 1998. Son deuxième film, L'Ange de l'épaule droite, a reçu le Prix FIPRESCI au Festival du film de Londres en 2002, et son troisième, Pour aller au ciel, il faut mourir, a été présenté lors de la sélection Un Certain Regard du Festival de Cannes 2006.
Il vit en France où il tourne son premier film en français, et premier film avec des acteurs professionnels, Le Roman de ma femme, avec Olivier Gourmet et Léa Seydoux, sorti le 2 mars 2011.

## Filmographie

### Réalisateur
- 1998 : Flight of the Bee (Parvaz-e zanbur)
- 2002 : L'Ange de l'épaule droite
- 2006 : Pour aller au ciel, il faut mourir (Bihisht faqat baroi murdagon)
- 2010 : Le Roman de ma femme

### Acteur
- 2001 : La Route de Darezhan Omirbaev
- 2009 : Le Père de mes enfants de Mia Hansen-Løve